# Congrès national Ittihadi
Pour les articles homonymes, voir CNI.
Le Congrès national Ittihadi (CNI) est un parti politique marocain de gauche né en 2001 d'une scission de l'Union socialiste des forces populaires (USFP). Le CNI fait partie de la coalition Fédération de la gauche démocratique.

## Histoire
Le Congrès national Ittihadi est créé en 2001 par Abdelmajid Bouzoubaâ, qui le quitte en 2006 pour créer le Parti socialiste.
En décembre 2012, lors de la tenue de son congrès national à Casablanca, Abdessalam Laâziz est réélu au poste de secrétaire général du parti.

## Participation aux élections
Lors des élections législatives de 2002, le parti obtient un seul siège au parlement. Lors du scrutin législatif de 2007, le CNI fait coalition avec le Parti de l'avant-garde démocratique et socialiste (PADS) et le Parti socialiste unifié (PSU). Ils obtiennent ensemble six sièges à la chambre basse du parlement marocain. Lors des législatives de 2011, le parti n'obtient aucun siège.